# Alexander Chira
Alexander Chira, maďarsky Chira Sándor (17. ledna 1897 Irhóc – 26. května 1983 Karaganda) byl řeckokatolický duchovní, od 30. prosince 1945 do 26. května 1983 ilegální biskup eparchie mukačevské, papežský prelát. rektor Užhorodského kněžského semináře, rusínský sociální aktivista.

## Život
Jeho otec byl řeckokatolický kněz, farář v Irhócu (Zakarpatská Ukrajina). Vystudoval piaristické gymnázium v Marmarošské Sihotě. Poté studoval na užhorodském teologickém semináři a pak studoval na budapešťské Katolické univerzitě Petra Pazmana (teologická fakulta), po jejím absolvování byl dne 19. prosince 1920 vysvěcen na kněze ordinárním biskupem Anthonym Pappem.
Po vysvěcení byl zpočátku kaplanem-spolupracovníkem biskupské rezidence a archivářem v tehdy československém Užhorodu (1920-1922). Poté v letech 1922–1923 působil jako farář v rodné obci a v letech 1923–1924 jako kaplan-kooperátor v obci Ternovo v Ťachovském okrese. Dělal misionáře. V roce 1924 ho biskup Anthony Papp jmenoval spirituálem Užhorodského teologického semináře a biskup Pjotr Gebei jej jmenoval profesorem církevních dějin a kanonického (církevního) práva na teologickém semináři. V roce 1933 další biskup Alexander Stoyka povýšil Alexandra Chiru do hodnosti kanovníka a krátce nato jej jmenoval rektorem semináře, tuto funkci zastával až do 1. září 1939.
Maďarská vláda donutila biskupa Stoiku, aby propustil Alexandra Chiru z rektorátu a obvinil ho z ukrajinského nacionalismu (do roku 1934 byl členem vedení Křesťanské lidové strany, kterou vytvořil Augustin Vološin) a dalí ho do domácího vězení pod dohledem maďarské policie. Po intervenci od papeže mu bylo dovoleno vrátit se na profesuru na teologickém semináři, kde učil morálku a pastorační teologii.
V dubnu 1943 mu papež Pius XII. udělil titul papežského preláta. Pro rusínského zpovědníka to byla v té době vzácná pocta. Před příchodem Rudé armády byl vysvěcen biskup Teodor Romža, který v očekávání represí proti řeckokatolické církvi a se získáním povolení Apoštolského stolce v prosinci 1944 tajně jmenoval Alexandra Chiru svým generálním vikářem a 30. prosince 1945 jej tajně vysvětil na pomocného biskupa, od té doby působil jako ilegální biskup mukačevské eparchie až do své smrti v roce 1983.
Po vraždě Teodora Romži sovětské úřady požadovaly po Alexandru Chirovi, aby přestoupil k pravoslaví a spolupracoval při organizaci Mukačevské řeckokatolické diecéze Moskevského patriarchátu. Jelikož svého cíle sovětské úřady nedosáhly, byl 10. února 1949 zatčen a obviněn z činnosti v Křesťanské lidové straně, protisovětské a protikomunistické agitace a z práce pro zahraniční rozvědku. 6. srpna 1949 ho zvláštní soud odsoudil k 25 letům nucených prací v táborech Gulag a ke konfiskaci jeho majetku. Chira byl v táborech Tajšet (uhelná ložiska poblíž jezera Bajkal), Kemerovo (nebo Kuzněck - pracovní tábor v Kuzněcké pánvi) a poté v Omské oblasti (koncentrační tábor na řece Irtyš). 6. září 1956, když Nikita Chruščov vyhlásil po Stalinově smrti amnestii pro politické vězně, byl Chira amnestován a propuštěn. Po návratu domů obnovil kontakt s vikářem Nikolajem Muranyim a pokračoval ve své tajné biskupské službě. Ale dne 7. ledna 1957, když končil vánoční bohoslužbu, byl zadržen milicionářem a byl vyhoštěn z Ukrajiny.
Pokusil se usadit v Litvě, ale byl vyhozen. Odešel do Karagandy, kde získal práci v dolech, a tajně konal pastorační práci mezi katolíky různých národností, kteří tam byli v exilu. V roce 1977 byla v Karagandě oficiálně zaregistrována katolická komunita a otec Alexander Chira byl oficiálně jejím pomocným knězem. Tajně zůstával biskupem podzemní mukačevské řeckokatolické diecéze, jezdil čas od času do Užhorodu, pokaždé žádal o povolení k návštěvě své rodiny, a tak tajně plnil ty povinnosti, které byly v kompetenci biskupů (ostatní byli také tajně plněni od vikáře diecéze otce Nikolaje Muranije). Takto v letech 1956–1983 vysvětil 35 kněží a tři biskupy.[1]
V roce 1980 v Karagandě vysvětil nově postavený kostel sv. Josefa, založený v roce 1977 a k tomu obdržel blahopřejný telegram z Vaikánu. Dne 17. ledna 1982, v den svých 85. narozenin, obdržel blahopřejný telegram podepsaný státním sekretářem Vatikánu, kardinálem Agostinem Casarolou. Zemřel 26. května 1983 ve věku 87 let a 63 letech pastorační služby. Pohřben je v chrámu, který postavil se svými věřícími. Dne 28. dubna 1989 byl rehabilitován.